# كارل غونيش

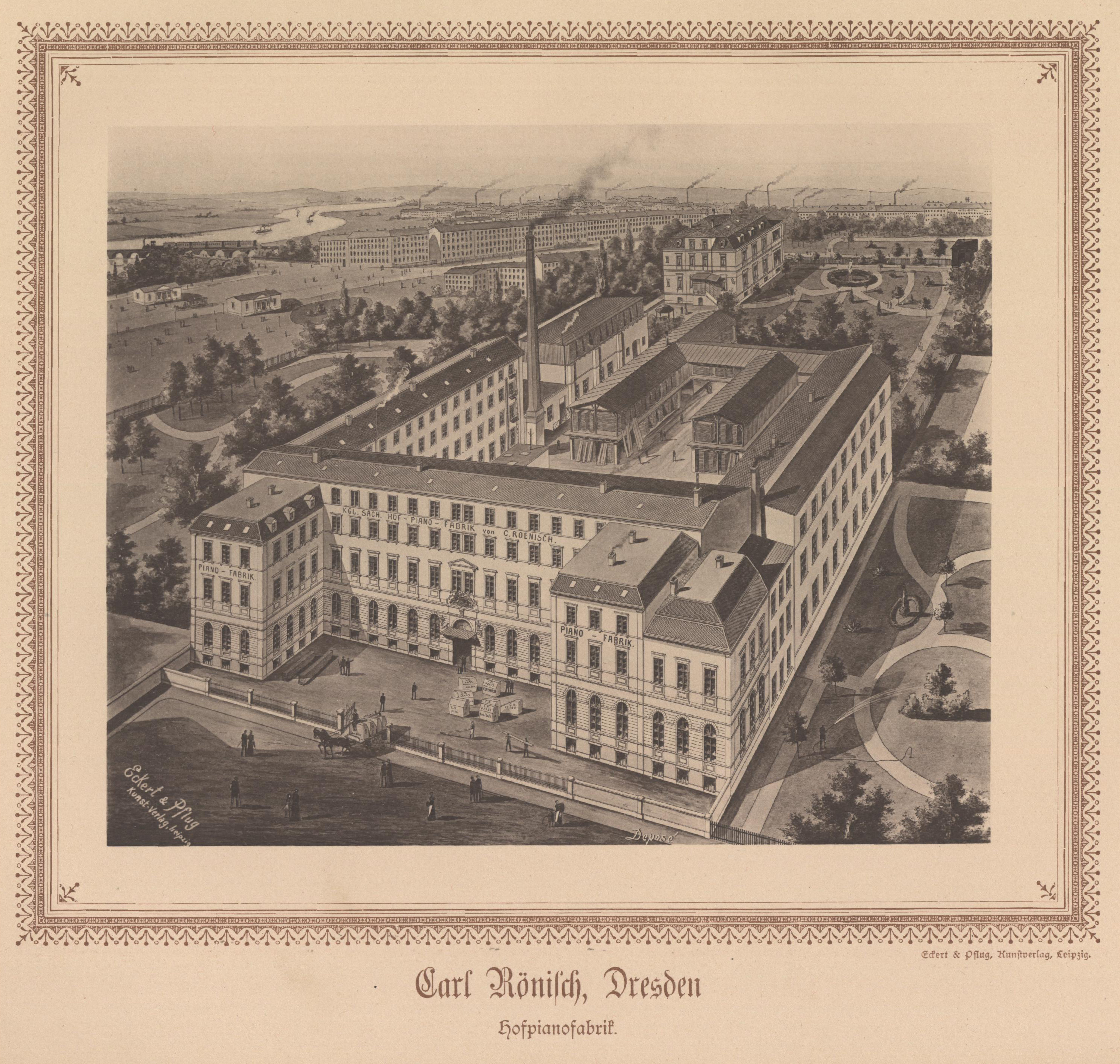

كارل غونيش (بالألمانية: Karl Rönisch) شركة صناعة ألمانية تأسست في عام 1845 تصنع البيانو مقرها دريسدن، ساكسونيا.
صدرت الشركة لروسيا ولتجنب الرسوم الجمركية العالية بنت مصنعاً في سانت بطرسبرغ في عام 1897 بعض الأجزاء تصنع في المقر الرئيسي دريسدن

## راوبط خارجية
- http://www.roenisch-pianos.de/